# Eumacronychia cretata
Eumacronychia cretata är en tvåvingeart som beskrevs av Henry J. Reinhard 1965. Eumacronychia cretata ingår i släktet Eumacronychia och familjen köttflugor.
Artens utbredningsområde är Arizona. Inga underarter finns listade i Catalogue of Life.